# 德里克·斯特潘
德里克·斯特潘（英語：Derek Stepan，1990年6月18日—），美国男子冰球运动员，场上位置是前锋。他曾代表美国国家队参加2014年冬季奥林匹克运动会冰球比赛，获得第四名。